# Trhypochthoniidae
Trhypochthoniidae zijn  een familie van mijten. Bij de familie zijn 9 geslachten met circa 65 soorten ingedeeld.